# Sean Marks
Sean Andrew Marks (23 de agosto de 1975) é um ex-jogador e treinador e atual gerente geral do Brooklyn Nets da National Basketball Association (NBA).
Ele foi o primeiro jogador nascido na Nova Zelândia a jogar na NBA. Marks ganhou dois títulos da NBA com o San Antonio Spurs: um como jogador em 2005 e outro como treinador adjunto em 2014.

## Carreira de basquete
Depois de frequentar o Rangitoto College em Auckland, ele se mudou para os Estados Unidos em 1992 para jogar pela Universidade da California em Berkeley, onde se formou em ciências políticas, graduando-se com bacharelado em 1998. Ele foi selecionado pelo New York Knicks como a 44º escolha geral no Draft da NBA de 1998 e depois jogou no Toronto Raptors, no Miami Heat e no San Antonio Spurs.
Ele começou a temporada de 2000-01 jogando pelo Śląsk Wrocław da Polônia e em dezembro de 2000 teve um contrato de dez dias(0 jogos) com o Seattle SuperSonics, retornando ao seu time polonês no final da temporada. Na temporada de 2003-04, enquanto estava no Spurs, ele não jogou um único segundo devido a uma tendinite na patela.
Na temporada seguinte, enquanto jogava pelos Spurs, ele jogou 10 minutos por jogo e produziu médias de 3 pontos e 2 rebotes. Naquele ano, os Spurs ganhou o título da NBA ao derrotar o Detroit Pistons em sete jogos.
Marks assinou com o Phoenix Suns em 27 de julho de 2006, por um contrato de um ano, assinando novamente com Phoenix em 24 de julho de 2007. Em 16 de abril de 2008, durante uma vitória do Portland Trail Blazers sobre os Suns no último jogo da temporada regular, Marks teve um duplo-duplo de 16 pontos e 13 rebotes.
Marks mais tarde assinou com o New Orleans Hornets em 28 de agosto de 2008. Em 21 de outubro de 2010, Marks foi dispensado pelo Washington Wizards depois que ele não conseguiu jogar um jogo da pré-temporada por causa de uma lesão no tendão da coxa. Ele foi contratado por Portland em novembro, após a aposentadoria de Fabricio Oberto.
Em 24 de fevereiro de 2011, Marks foi negociado junto com Joel Przybilla, Dante Cunningham e duas futuras escolhas de primeira rodada do draft para o Charlotte Bobcats por Gerald Wallace. Ele foi dispensado pelos Bobcats em 3 de março de 2011.
Internacionalmente, Marks representou a Seleção Neozelandesa nos Jogos Olímpicos de 2000 e 2004 e fez parte da equipe que ficou em quarto lugar na Copa do Mundo de 2002, realizado em Indianápolis, nos Estados Unidos.

## Carreira como treinador e executivo
Marks se aposentou em 2011. Em 2012, ele foi nomeado assistente de operações de basquete do San Antonio Spurs e gerente geral do Austin Toros. Ele se tornou treinador assistente dos Spurs em 2013. A equipe venceu as Finais da NBA de 2014 depois de derrotar o Miami Heat em cinco jogos. Foi o segundo título de Marks e o primeiro como assistente técnico. No início da temporada seguinte, ele voltou ao escritório, sendo nomeado gerente geral adjunto.
Em 18 de fevereiro de 2016, foi anunciado que o Brooklyn Nets nomeou Marks como o novo gerente geral da equipe e assinou um contrato de 4 anos. Marks disse ao então proprietário Mikhail Prokhorov que sua visão de reconstruir uma equipe que havia colapsado com apenas 21 vitórias envolvia um processo que levaria vários anos para ser executado. Anteriormente, Prokhorov havia reconhecido que sua estratégia anterior de gastos altos não era a melhor maneira de construir um campeão a longo prazo. Durante o terceiro ano de contrato de Marks, o Nets foi para os playoffs de 2019, foi a sua primeira aparição desde 2015.
Em 19 de maio de 2017, Marks foi introduzido no Hall da Fama do Basquete da Nova Zelândia.
Em 21 de abril de 2019, Marks foi suspenso para o Jogo 5 da série contra o Philadelphia 76ers, por ter entrado no vestiário dos árbitros após a derrota dos Nets no Jogo 4. Ele foi posteriormente multado em $ 25.000.

## Estatísticas na NBA

### Temporada regular
| Ano       | Equipe      | PJ  | PT | MPJ  | AP   | 3P    | LL    | RT  | AS | BR | TO | PPJ |
| --------- | ----------- | --- | -- | ---- | ---- | ----- | ----- | --- | -- | -- | -- | --- |
| 1998–99   | Toronto     | 8   | 0  | 3.5  | .625 | .000  | .500  | .1  | .0 | .1 | .0 | 1.4 |
| 1999–2000 | Toronto     | 5   | 0  | 2.4  | .333 | .000  | 1.000 | .4  | .0 | .2 | .2 | 1.6 |
| 2001–02   | Miami       | 21  | 6  | 15.2 | .432 | .000  | .588  | 3.6 | .4 | .2 | .5 | 4.6 |
| 2002–03   | Miami       | 23  | 0  | 9.7  | .373 | .000  | .667  | 1.5 | .1 | .2 | .3 | 2.3 |
| 2004–05†  | San Antonio | 23  | 0  | 10.6 | .338 | .000  | .786  | 2.4 | .3 | .1 | .5 | 3.3 |
| 2005–06   | San Antonio | 25  | 0  | 7.2  | .521 | .000  | .583  | 1.7 | .3 | .2 | .3 | 3.2 |
| 2006–07   | Phoenix     | 3   | 0  | 5.7  | .333 | .000  | 1.000 | 1.0 | .0 | .0 | .3 | 2.0 |
| 2007–08   | Phoenix     | 19  | 0  | 6.8  | .535 | .250  | .632  | 1.9 | .2 | .2 | .5 | 3.1 |
| 2008–09   | New Orleans | 60  | 5  | 14.0 | .485 | .200  | .682  | 3.1 | .2 | .1 | .6 | 3.2 |
| 2009–10   | New Orleans | 14  | 0  | 5.4  | .500 | .000  | .400  | 1.6 | .1 | .0 | .2 | .7  |
| 2010–11   | Portland    | 29  | 0  | 7.2  | .432 | 1.000 | .625  | 1.4 | .1 | .1 | .2 | 1.6 |
| Carreira  | Carreira    | 230 | 11 | 7.9  | .446 | .131  | .678  | 1.7 | .1 | .1 | .3 | 2.4 |

### Playoffs
| Ano      | Equipe      | PJ | PT | MPJ  | AP   | 3P   | LL   | RT  | AS | BR | TO | PPJ |
| -------- | ----------- | -- | -- | ---- | ---- | ---- | ---- | --- | -- | -- | -- | --- |
| 2008     | Phoenix     | 1  | 0  | 3.0  | .000 | .000 | .000 | .0  | .0 | .0 | .0 | .0  |
| 2009     | New Orleans | 5  | 0  | 16.0 | .462 | .000 | .800 | 4.0 | .0 | .6 | .4 | 3.2 |
| Carreira | Carreira    | 6  | 0  | 9.5  | .231 | .000 | .400 | 2.0 | .0 | .3 | .2 | 1.6 |

## Vida pessoal
Marks e sua esposa Jennifer têm quatro filhos. A família mora em Greenwich, Connecticut.[carece de fontes?]
Marks tornou-se cidadão americano em 2007.[carece de fontes?]